# Universidade Luterana do Brasil
Universidade Luterana do Brasil (ULBRA) é uma instituição de ensino superior privada brasileira, sediada na cidade de Canoas, no estado do Rio Grande do Sul. 
Além de Canoas, possui campus em outras cidades do Rio Grande do Sul, tais como Cachoeira do Sul, Carazinho, Gravataí, Guaíba, Porto Alegre, Santa Maria, São Jerônimo e Torres. Além destas, há campus em cidades de outros estados brasileiros, como Manaus, no Amazonas, Palmas, no Tocantins, Sertãozinho, em São Paulo, Santarém, no Pará e Itumbiara, em Goiás.
Com 31 bibliotecas, incluindo a Biblioteca Martinho Lutero, 31 unidades de atendimento médico, uma editora e a rede de televisão MultiRS, a universidade conta com mais de 60.000 alunos matriculados em 232 cursos de graduação e pós-graduação. Foi mantida pela Associação Educacional Luterana do Brasil (AELBRA) até março de 2022, quando foi assumida pela Rede Evolua de Educação.

## História

### Fundação
A Universidade Luterana do Brasil (ULBRA) tem suas raízes na escola paroquial da Congregação Evangélica Luterana São Paulo (CELSP), de Canoas, Rio Grande do Sul, fundada em 1911. O primeiro impulso em direção à Universidade foi a criação do Colégio Cristo Redentor, em 1969, sob a direção do Reverendo Ruben Eugen Becker.
Em março de 1972, procurando expandir sua educação a nível de ensino superior, a Comunidade Evangélica Luterana São Paulo fundou uma Faculdade de Administração, com cinquenta vagas. Em 1974, o Conselho Federal de Educação, através do parecer 2.268 daquele ano, autorizou o funcionamento das Faculdades Canoenses (FACA).
Em janeiro de 1988, o então presidente da República, José Sarney, permitiu pelo decreto n° 95.623 a criação da Universidade Luterana do Brasil.

### Ensino
A Universidade recebeu notas 4 e 5 (no índice de 1 a 5) das comissões de avaliação do MEC em mais de 70% dos cursos visitados nos campi do Rio Grande do Sul. O ensino ofertado reflete a capacitação do seu quadro docente, que tem mais de 70% de professores mestres e doutores. A partir do Índice Geral de Cursos (IGC), que avalia a qualidade do ensino, a ULBRA é considerada pelo MEC a sexta melhor universidade particular do Brasil, pelo segundo ano consecutivo. Na modalidade de educação a distância, a Universidade está em primeiro lugar em qualidade de ensino, a partir dos conceitos obtidos pelos alunos no ENADE.
A Rede de Escolas da ULBRA, constituída de 17 unidades no Brasil, oferece educação infantil, ensino fundamental e médio, ensino especial para surdos e ensino profissionalizante.

### Extensão
Programas comunitários inclusivos, destacando meio ambiente, sustentabilidade e participação das pessoas, mantendo uma rede de cooperação permanente com entidades, instituições e empresas voltada para o apoio ao desenvolvimento científico, tecnológico e social. A ULBRA ainda incentiva e promove atividades culturais, através de vários núcleos - Orquestra de câmara, coral, teatro, dança e literatura.

### Pesquisa
Alunos e professores da ULBRA podem participar de programas de intercâmbio acadêmico, científico e de cooperação com universidades estrangeiras, e a instituição também recebe alunos do exterior. A produção científica realizada na ULBRA abrange todas as áreas do conhecimento previstas pela CAPES e CNPq. A Universidade implantou a ULBRATECH, implementando seu parque tecnológico e a incubadora de empresas.

### Ulbracom
A universidade mantém uma emissora de TV, uma estação de rádio e uma editora: a MultiRS (antiga Ulbra TV), a Rádio Pop Rock e a Editora da ULBRA, ambas reunidas em uma rede, denominada ULBRACOM. As retransmissoras da estação de rádio e TV, juntas, alcançam 50% da população do RS. O parque editorial e gráfico da Editora da Ulbra publica o material produzido pela comunidade acadêmica. Em 20 de setembro de 2013, a Pop Rock muda de nome, passando a ser afiliada da Rede Mix FM, de São Paulo. Já desde 6 de janeiro de 2014, a MultiRS é afiliada à TV Cultura.

### Esporte universitário
Para os estudantes de suas escolas e campo são oferecidas diversas modalidades esportivas, tanto para formação de atletas como aperfeiçoamento de acadêmicos de áreas como fisioterapia, medicina e educação física.

### Unidades
A Universidade Luterana do Brasil possui, atualmente, quinze unidades acadêmicas, sendo nove campus, quatro centros universitários e dois institutos de ensino superior. Todos os nove campus estão situados no Rio Grande do Sul: Campus Cachoeira do Sul, Campus Canoas, Campus Carazinho, Campus Guaíba, Campus Santa Maria, Campus São Jerônimo e Campus Torres.
Os quatro centros universitários estão, por sua vez, situados em estados da Região Norte: Centro Universitário Luterano de Manaus (CEULM), Centro Universitário Luterano de Ji-Paraná (CEULJI), Centro Universitário Luterano de Santarém (CEULS) e Centro Universitário Luterano de Palmas (CEULP). Seus dois institutos encontram-se nos estados de Goiás e de Rondônia, a saber: Instituto Luterano de Ensino Superior de Itumbiara (ILES/IUB) e Instituto Luterano de Ensino Superior de Porto Velho (ILES/PVH).

### Escolas
- Centro Educacional Cristo Salvador – Santarém - PA
- Centro Educacional São Paulo - Ji-Paraná - RO
- Colégio Antares – Goiatuba - GO
- Colégio de Aplicação – Itumbiara - GO
- Colégio ULBRA Concórdia – Candelária - RS
- Colégio ULBRA Cristo Redentor - Canoas - RS
- Colégio ULBRA Palmas – Palmas - TO
- Colégio ULBRA São João - Canoas - RS
- Colégio ULBRA São Lucas - Sapucaia do Sul - RS
- Colégio ULBRA São Pedro - Cachoeira do Sul - RS
- Escola Concórdia ULBRA Manaus – Manaus - A

### Ensino escolas
- Educação infantil
- Ensino fundamental
- Ensino médio
- Educação profissional
- Ensino especial para surdos[18]

### Cursos
- 12 cursos profissionalizantes
- 232 cursos de graduação e graduação tecnológica presenciais
- 12 cursos de graduação e graduação tecnológica a distância
- 95 cursos de especialização
- 6 programas de mestrado
- 3 programas de doutorado
- Residência médica
- Residência médica veterinária

### ULBRA em números[19]
- Unidades de Ensino Superior – 15
- Rede de Escolas - 17
- Egressos da Universidade– 160 mil
- Total de alunos nas Escolas - 7.357
- Total de alunos no Ensino Superior e a Distância - 59.580

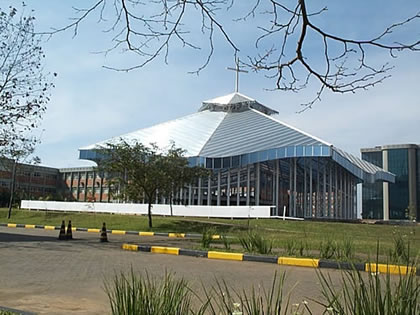
Capela da universidade

- Egressos do módulo EAD – 56 mil

## Pesquisas
A unidade da ULBRA em Cachoeira do Sul tem contribuido para a pesquisa e para a preservação dos sítios paleontológicos do Rio Grande do Sul, como a descoberta do Sacissauro e do ULBRA PVT016, pelo paleontólogo Sérgio Furtado Cabreira.
Já no campus da cidade gaúcha de Canoas, o Ministério Público investiga o sacrifício de animais de pesquisa no hospital veterinário da universidade, com suspeitas sobre a vice-diretora do hospital no ano de 2008. Houve investigações e punição sobre este episódio, enquanto a denúncia de 2012 teve todas as características de material "plantado".

### Museu da Tecnologia

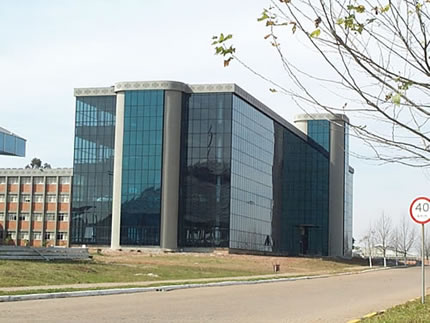
Antigo Museu da Tecnologia da ULBRA (atual ULBRATECH).

Construído nas instalações da ULBRA, o Museu da Tecnologia foi preparado para ser o maior do gênero na América Latina e um dos maiores do mundo em quantidade e diversidade de acervo, principalmente na área de automóveis. Em função da crise em 2009, foi remodelado e hoje abriga a ULBRATECH e a ULBRACOM.

## Alunos notáveis
Gabriel Souza, médico veterinário e político brasileiro.
Manoel Soares, jornalista, escritor e apresentador de TV brasileiro.
Raí Quadros, jornalista, repórter e apresentador de TV brasileiro.
Rossieli Soares, advogado e ex-ministro da Educação do Brasil.
Salvador Célia, médico psiquiatra infantil e professor.

## Esportes
A ULBRA também tem destaque nos esportes universitários, com equipes de futebol (futebol universitário), futsal, vôlei, atletismo e judô, entre outras.